# Morris Ten

La Morris Ten est une automobile de taille médiane, introduite en 1933 par le constructeur britannique Morris Motors afin de concourir dans le segment britannique des véhicules à essence de 10 chevaux fiscaux (13,5 chevaux dynamiques), alors très prisé. Ce modèle connut plusieurs déclinaisons au fil des ans, jusqu’à son retrait en octobre 1948, date à laquelle il est supplanté, de même que les Morris Twelve et Fourteen, par la Morris Oxford MO.

## Morris Ten et Ten Four
Annoncée le premier septembre 1932, la Morris Ten marque l’avènement d’une nouvelle catégorie automobile au sein de la gamme Morris. Distincte par ses roues à rayons et ses garde-boue redessinés, des ailes bombées pourvues de protections latérales, elle se caractérise par une esthétique modernisée. Sa motorisation repose sur un bloc Morris 1292, un quatre-cylindres à soupapes latérales d’une cylindrée de 1,8 litre, alimenté par un unique carburateur SU. Cette mécanique développait une puissance de 24 chevaux à 3 200 tours par minute. La transmission est assurée par une boîte manuelle à quatre rapports, associée à un embrayage à bain d’huile, tandis que le freinage hydraulique Lockheed agit sur des jantes de 19 pouces. Les premières versions se distinguent par une pédale d’accélérateur centrale et de vastes projecteurs latéraux fixés aux ailes. L’arbre de transmission est doté de joints homocinétiques à disque, renforcés de cuir (dénommés joints en chiffon). À compter de 1933, des modifications interviennent : le diamètre des roues est réduit à 45,72 cm, et la pédale d’accélérateur est déplacée à droite, conformément aux usages alors en vigueur.
Prix de lancement du Salon de l'automobile d'Olympia d'octobre 1932 : 
- châssis 127,10 £
- berline à tête coulissante 169,10 £
- coupé spécial à toit coulissant 195,00 £

Lors de sa présentation inaugurale en août 1932, la gamme de carrosseries se limite à une berline et à un coupé deux portes. Toutefois, dès décembre de la même année, un tourer (ou torpédo) à quatre portes vient étoffer l'offre. Par la suite, en 1934, deux nouveaux modèles font leur apparition : un roadster deux places doté d'un siège arrière surnuméraire (dit dickey), ainsi qu'une Traveller's Saloon.

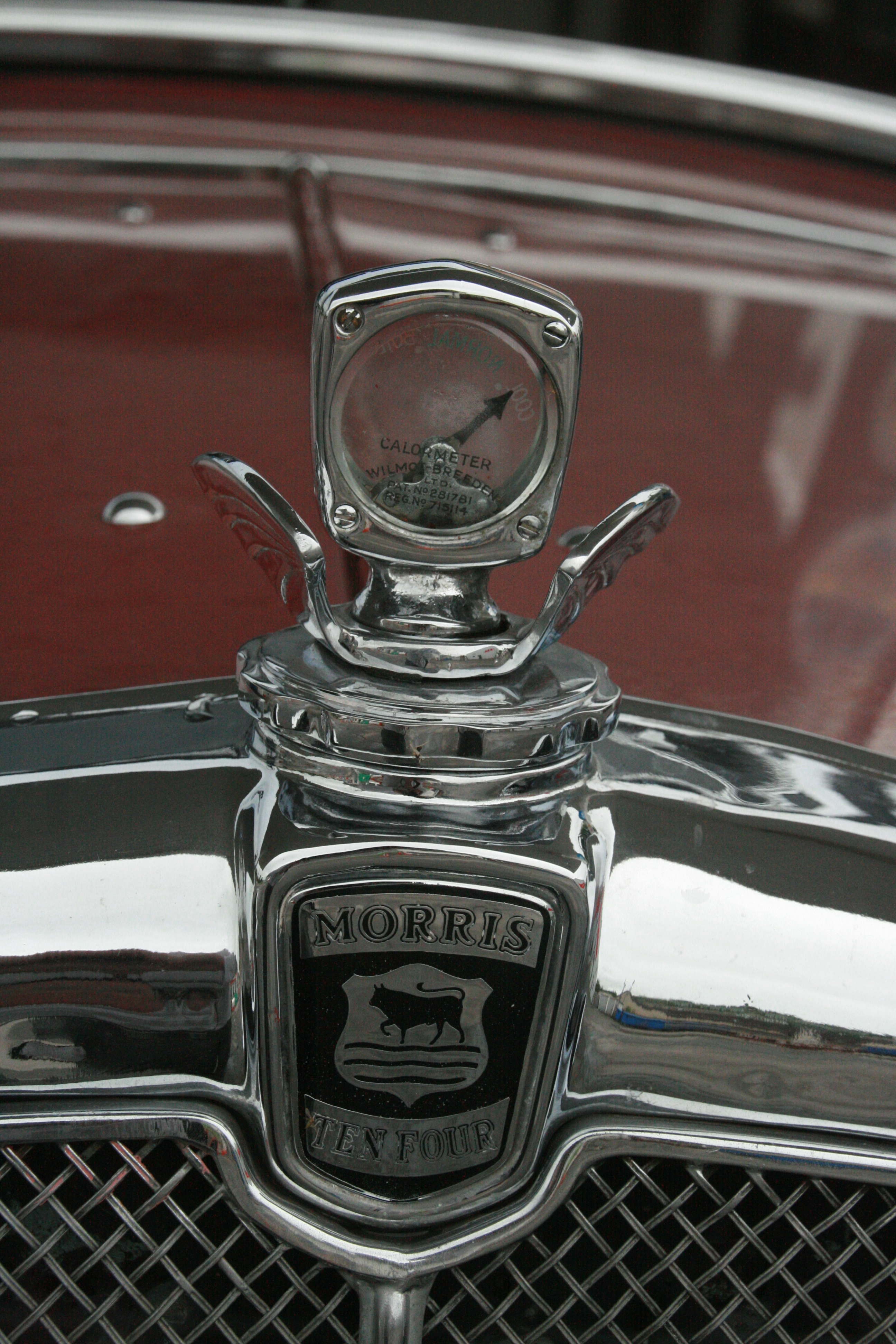
Insigne Dix Quatre
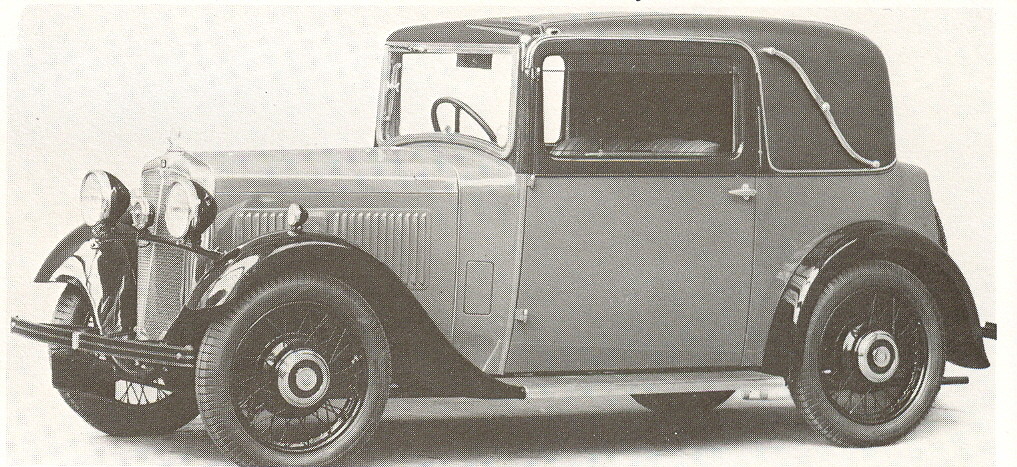
Coupé Ten Four Special avec tête coulissante
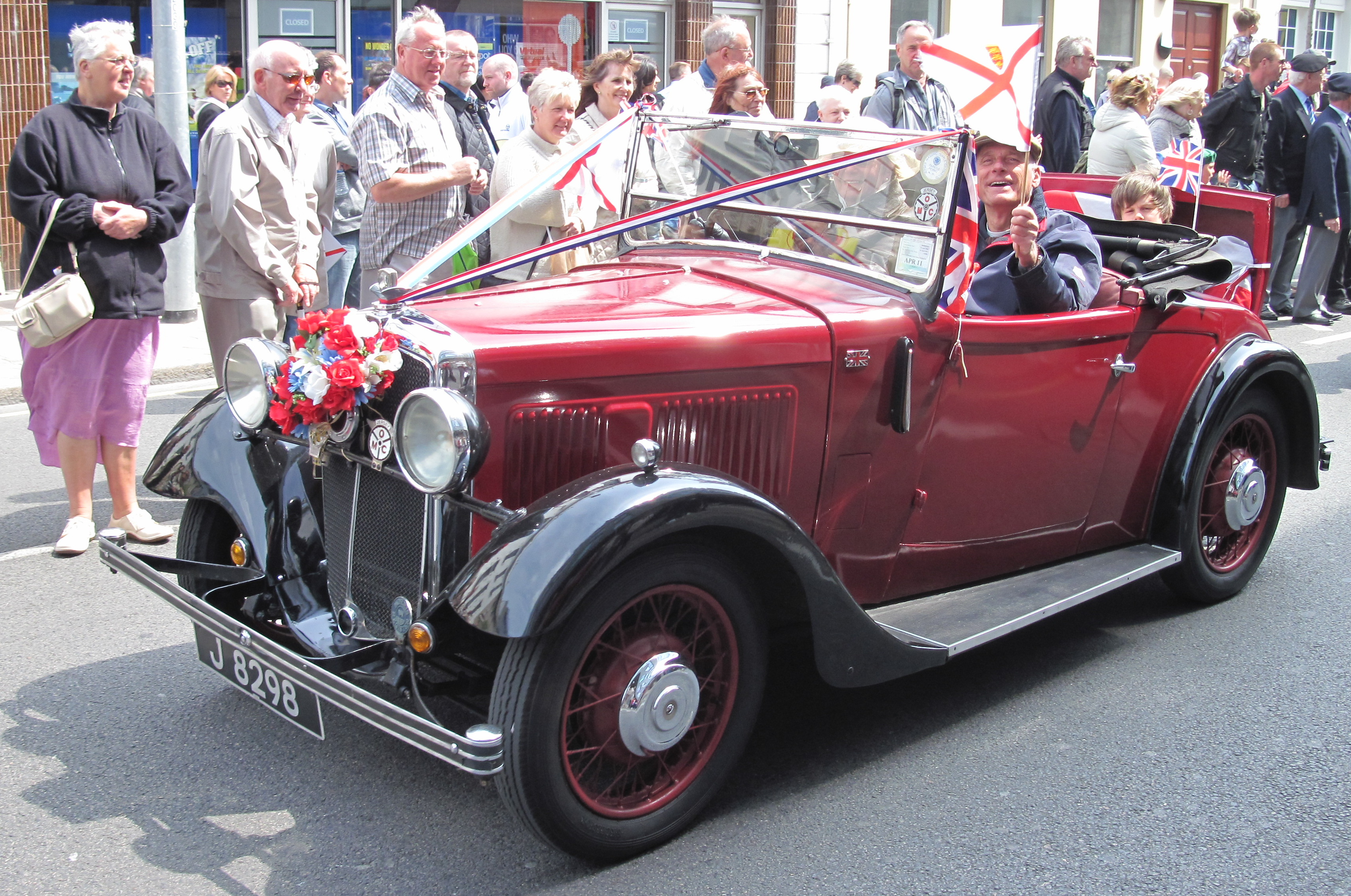
Biplace ouverte avec plastron
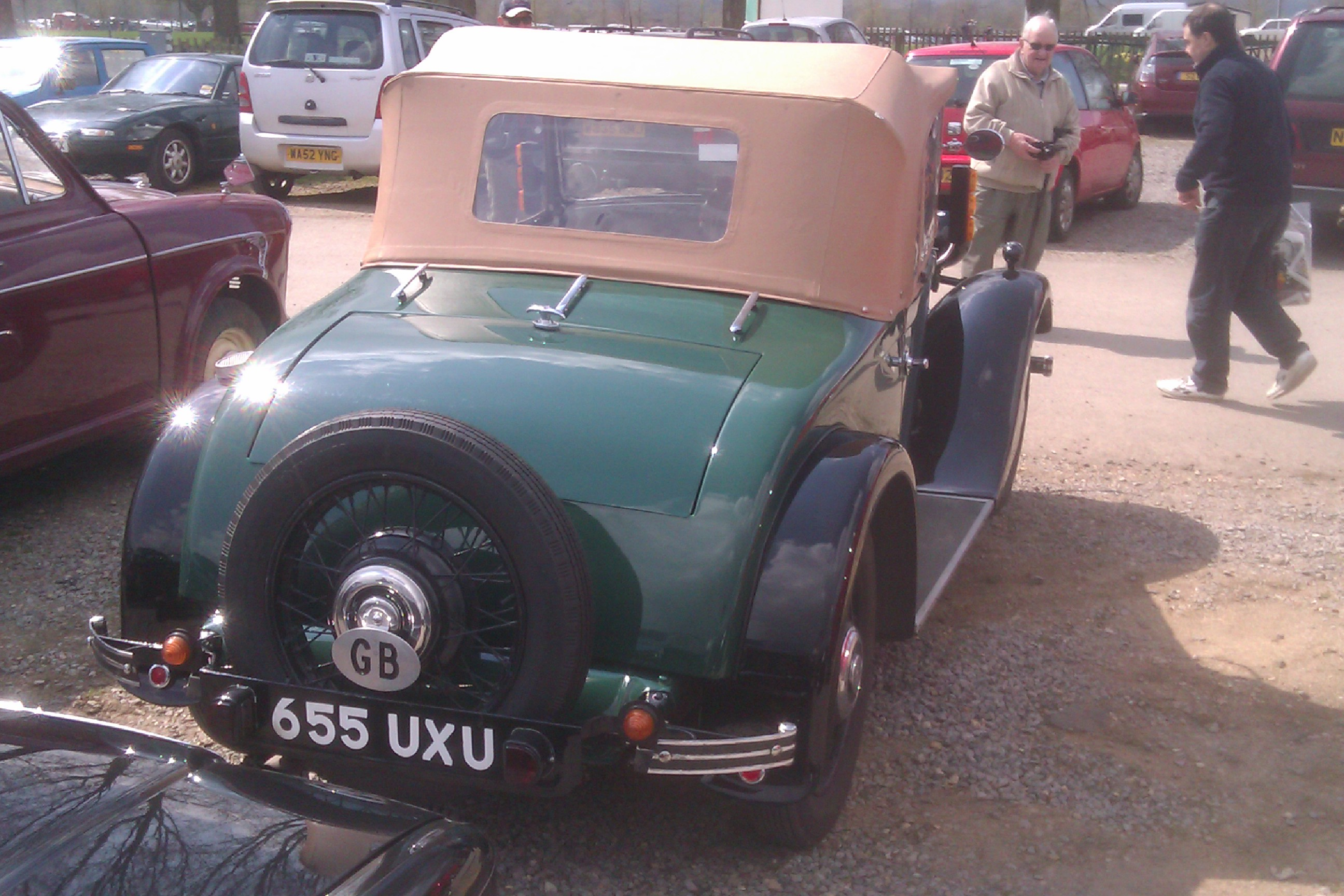
Siège de type plastron fermé
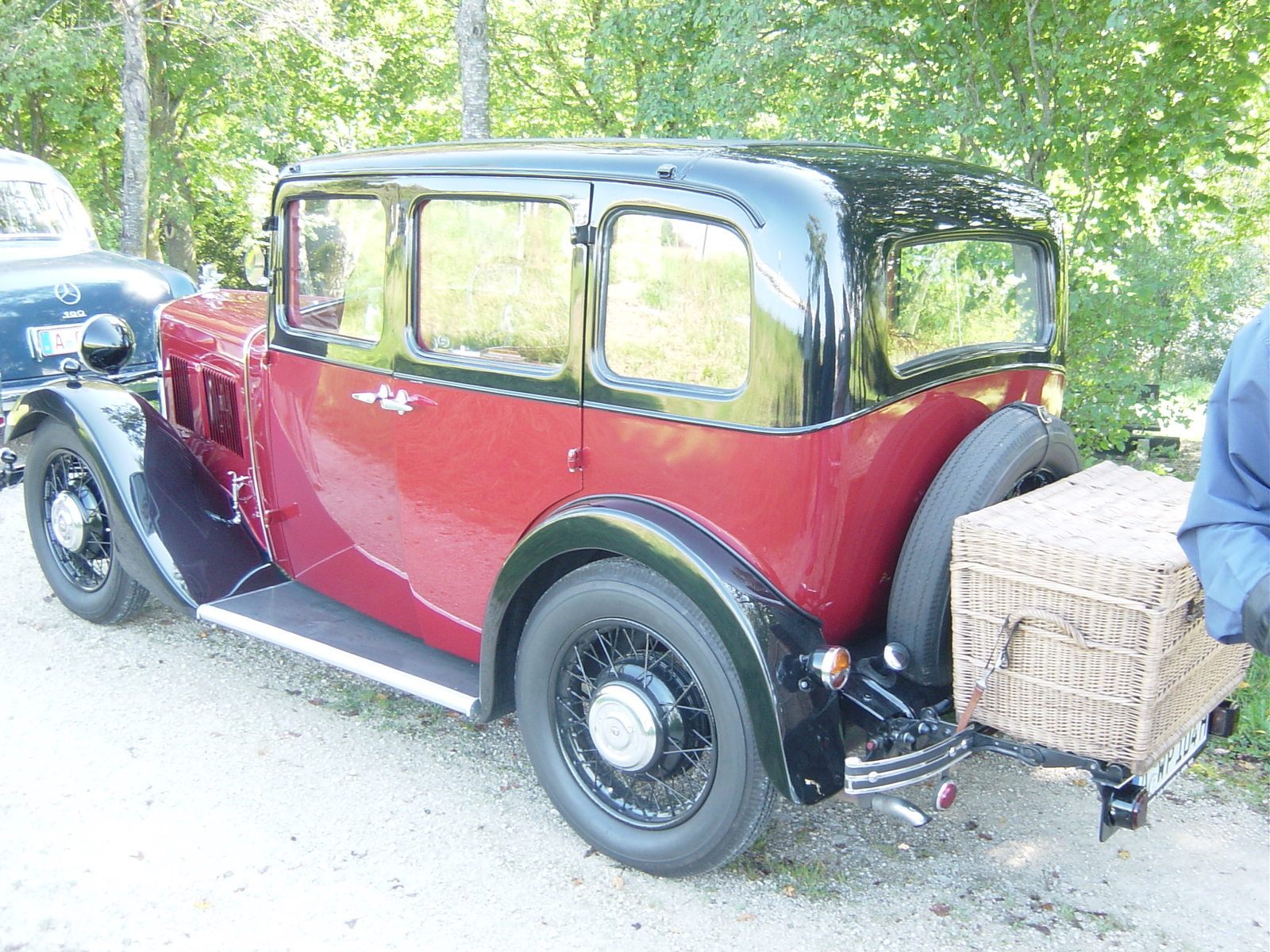
Dix Quatre avec bagages sur le support rabattable

Douze mois après, avec l’introduction de la Ten Six, l’appellation de la Ten est complétée par l’adjonction du terme « Four ». Le châssis bénéficie d’un renforcement structurel, tandis que les supports moteur font l’objet d’une révision minutieuse. Une boîte de vitesses synchronisée est intégrée, marquant une évolution technique notable. La puissance du moteur, augmentée, atteignit 27,5 chevaux en avril 1934. Dès 1935, une option de peintures bicolores vient enrichir les choix esthétiques proposés aux acquéreurs.

## Morris Ten Six
Le 28 août 1933 est annoncée, sur le châssis à empattement allongé du Cowley Four, une version six cylindres de 1 988 chevaux du modèle Ten.
- Coupé spécial 215 £
- Salon du voyageur 200 £
- Salon à tête coulissante 189,10 £
- Cabine fixe 184 £
- Tourer 184 £
- Biplace 180 £

Une variante à vocation sportive, dénommée Ten-Six Special, est produite en série limitée, dotée d’un moteur spécifiquement affiné et équipé de deux carburateurs SU. Si la carrosserie standard se décline principalement en une configuration open à quatre places, certains châssis nus sont livrés à des ateliers de carrosserie indépendants.

### Ten Six Special sports
La Morris Ten Six Special Sport, exhibée lors du Salon d’Olympia en octobre 1933, se distingue par une silhouette caractérisée par un long capot muni de sangles, des jupes à lamelles recouvrant le châssis dépourvu de marchepieds, ainsi que des portes basses, parfois en coupé. L’arrière, généreusement évasé, se prolonge par une queue tombante. Son châssis, identique à celui de la Ten Six ordinaire, intègre plusieurs éléments mécaniques raffinés : un double carburateur, un radiateur spécifique doté d’un pare-pierres, un volant à suspension hélicoïdale, des instruments de mesure dédiés (compteur de vitesse et compte-tours), une commande de boîte à distance, deux avertisseurs acoustiques, une pompe à essence électrifiée et un dispositif d’avance automatique à l’allumage. 

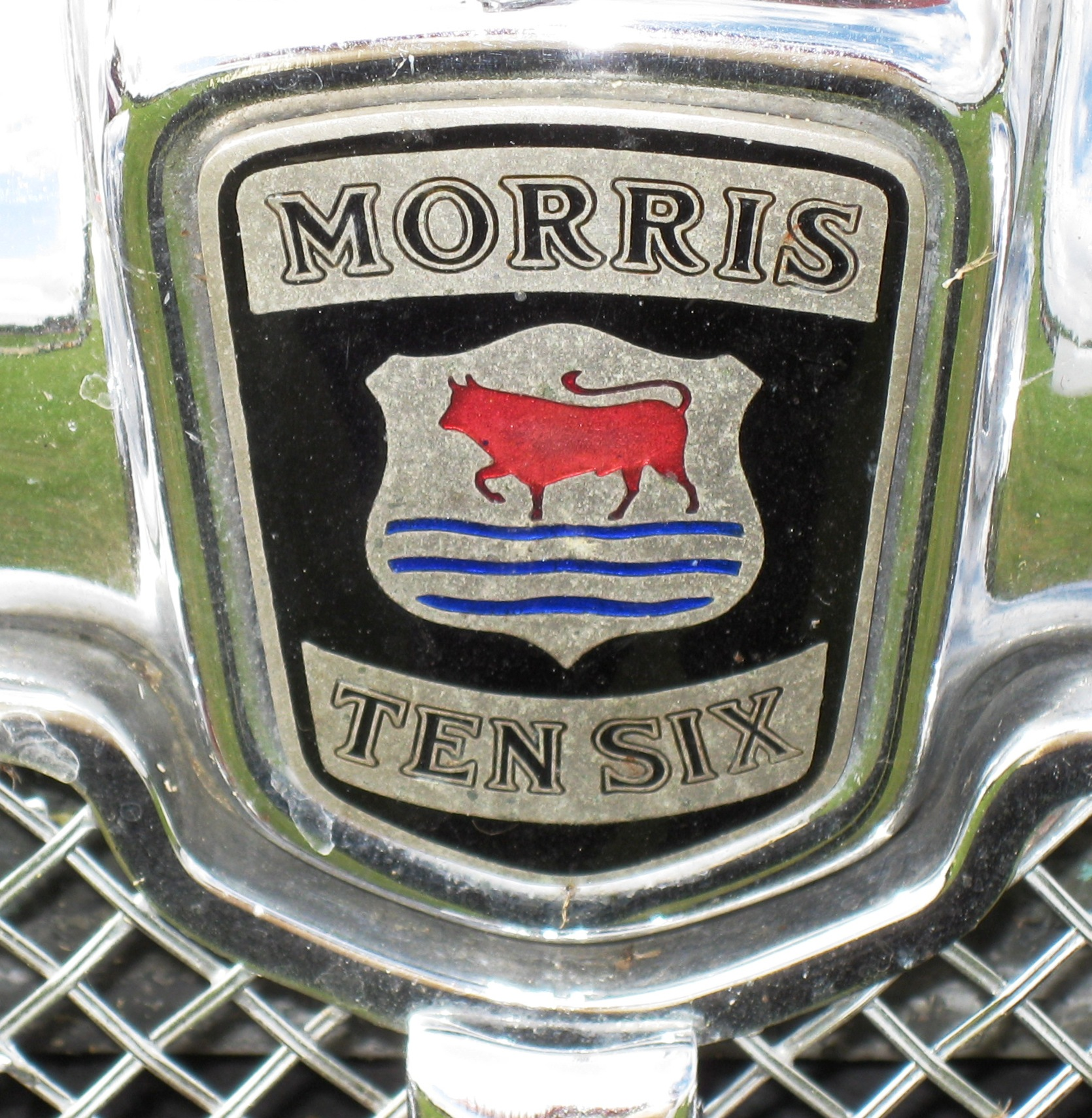
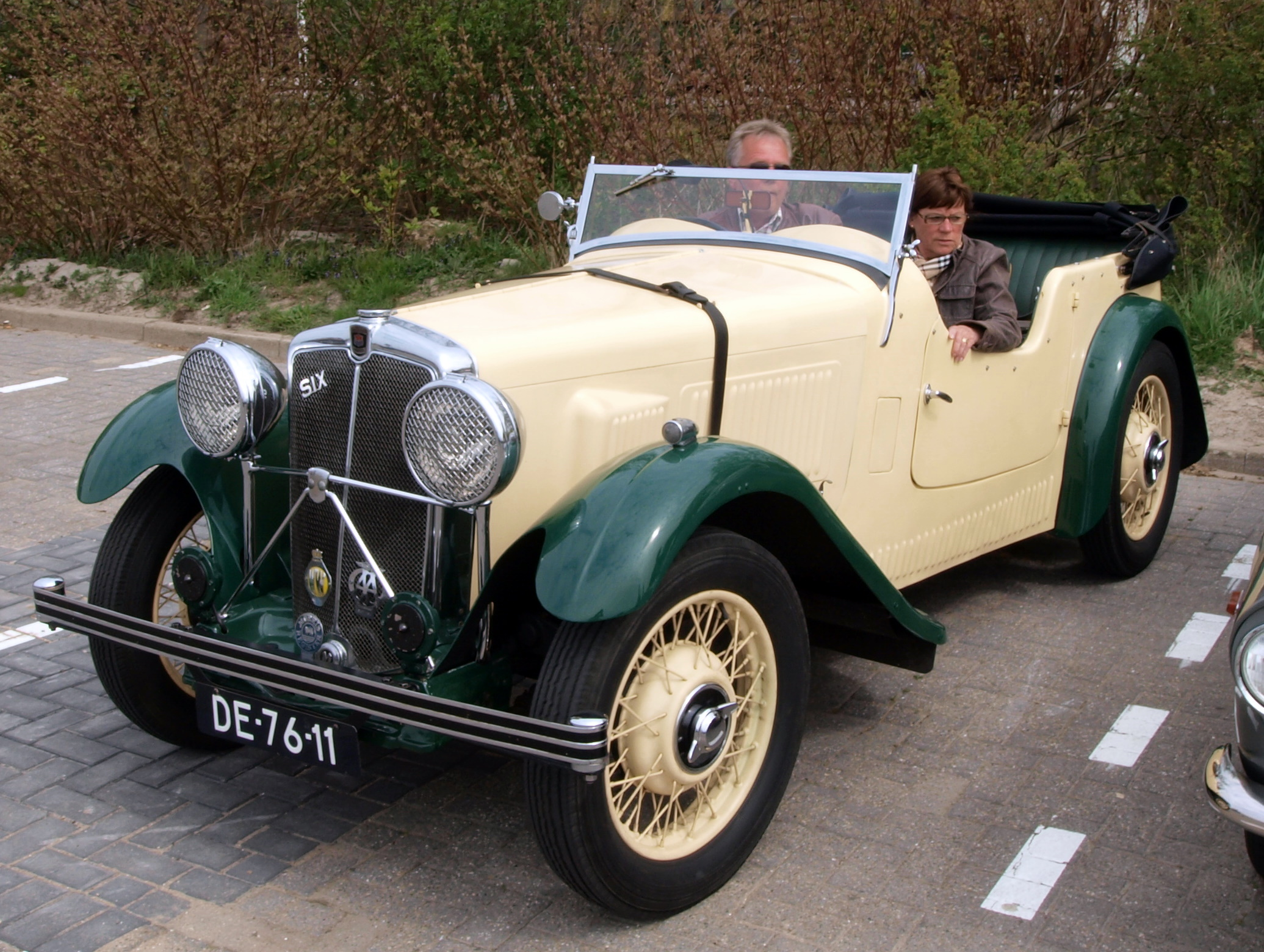
Ten Six Special sportscomme montré à l'Olympia
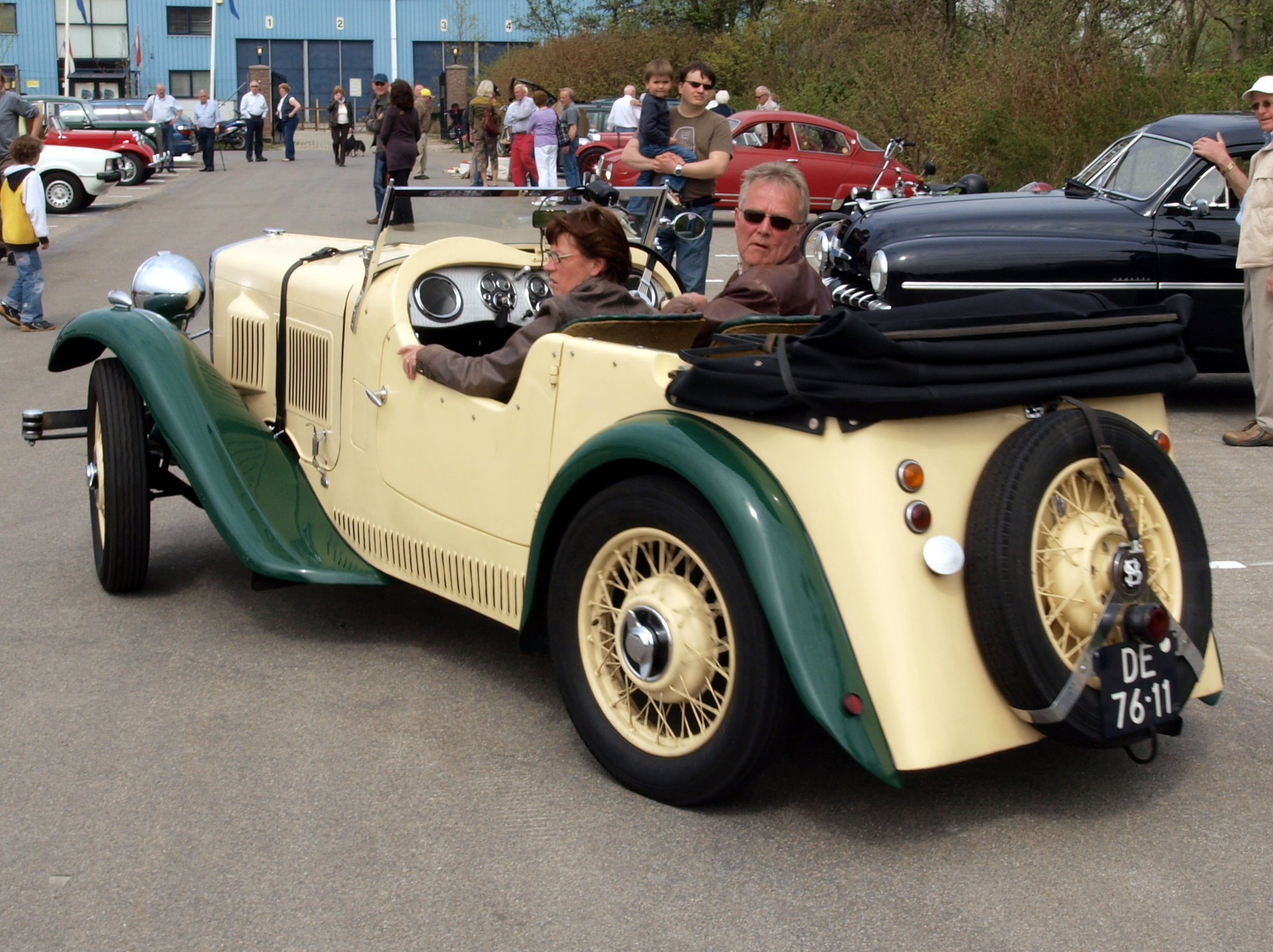

## Morris Ten series II
En 1935, la gamme Morris fait l’objet d’une rationalisation, conduisant à l’introduction de la Série Ten II, laquelle partage sa carrosserie et son châssis avec la Série Twelve II. À l’origine, le véhicule est muni d’une boîte de vitesses manuelle à trois rapports, mais une transmission à quatre rapports, préalablement abandonnée, est réintroduite en option dès 1936, puis devient équipement de série à compter de 1937. En fin d’année 1936, les traditionnelles roues à rayons cèdent la place à des roues à disques en acier Easiclene, marquant une modernisation de l’ensemble. Par ailleurs, les finitions bicolores se généralisent. Pour l'année 1938, le moteur est amélioré par l'adoption de soupapes en tête, similaires à celles équipant la Wolseley Ten, ce qui permit d'accroître la puissance de 27 à 37,5 chevaux. L'encadrement du radiateur, précédemment chromé, est substitué par une bordure peinte, tandis que les combinaisons de couleurs, auparavant bicolores, sont uniformisées en teintes unies.

## Morris Ten Series M
La Morris Série Ten M est lancée en 1938. Il s'agit d'un modèle entièrement nouveau, doté d'une structure monocoque, bien que sa ligne extérieure demeure proche de celle de la Série III précédente. Son moteur, également inédit, est celui de la Série X, une unité de 1 140 cm³ développant 37 chevaux à 4 600 tours par minute. Bien que conservant une architecture à soupapes en tête, comme le moteur de la Série M qui équipait la Ten III, la Série X en constitue une refonte complète, motivée par les performances et la fiabilité décevantes de son prédécesseur, lequel dérivait encore des anciens blocs à soupapes latérales Morris. Le nouveau propulseur de la Série X se distingue par une culasse à huit conduits optimisés, intégrant des solutions techniques inspirées des motorisations américaines contemporaines, telles qu'un refroidissement assisté par pompe, une lubrification intégralement filtrée et un tendeur automatique pour la chaîne de distribution. À l'instar de la Vauxhall 10-4 de la même époque, la Série Ten M figure parmi les premières automobiles britanniques populaires à adopter un moteur à soupapes en tête. Les contemporains saluent sa souplesse, son efficacité et son fonctionnement silencieux. La vitesse maximale atteint approximativement 100 km/h. En revanche, son train de roulement demeure fort conventionnel, voire archaïque pour l'époque, avec des essieux rigides suspendus par des ressorts à lames longitudinaux aux deux extrémités. Des études ont été menées pour doter la Ten d'une suspension avant indépendante et d'une direction à crémaillère, mais ces innovations furent écartées pour des raisons tant économiques que commerciales. Toutefois, certaines des pièces initialement prévues pour la Série M réapparurent après-guerre sur la berline MG Y-type.
Seules les carrosseries de type berline, dotées d’un toit ouvrant en guise d’option, sont destinées à la clientèle civile. Toutefois, une variété de modèles pick-up est ultérieurement aménagée durant la Seconde Guerre mondiale, s’inscrivant parmi une pléthore de véhicules analogues produits par des manufacturiers britanniques, alors surnommés « Tillies ». Par ailleurs, cette automobile est également assemblée sous licence aux Indes, où elle prend la dénomination d’Hindustan 10.
Les modèles d’après-guerre se différencient de leurs prédécesseurs antérieurs à 1945 par une évolution stylistique marquée de leur calandre. Les productions ultérieures adoptent une morphologie plus arrondie, intégralement carénée jusqu’aux flancs des panneaux latéraux du bloc moteur, et se voient dépourvues de l’écusson Morris qui ornait jadis leur partie supérieure.

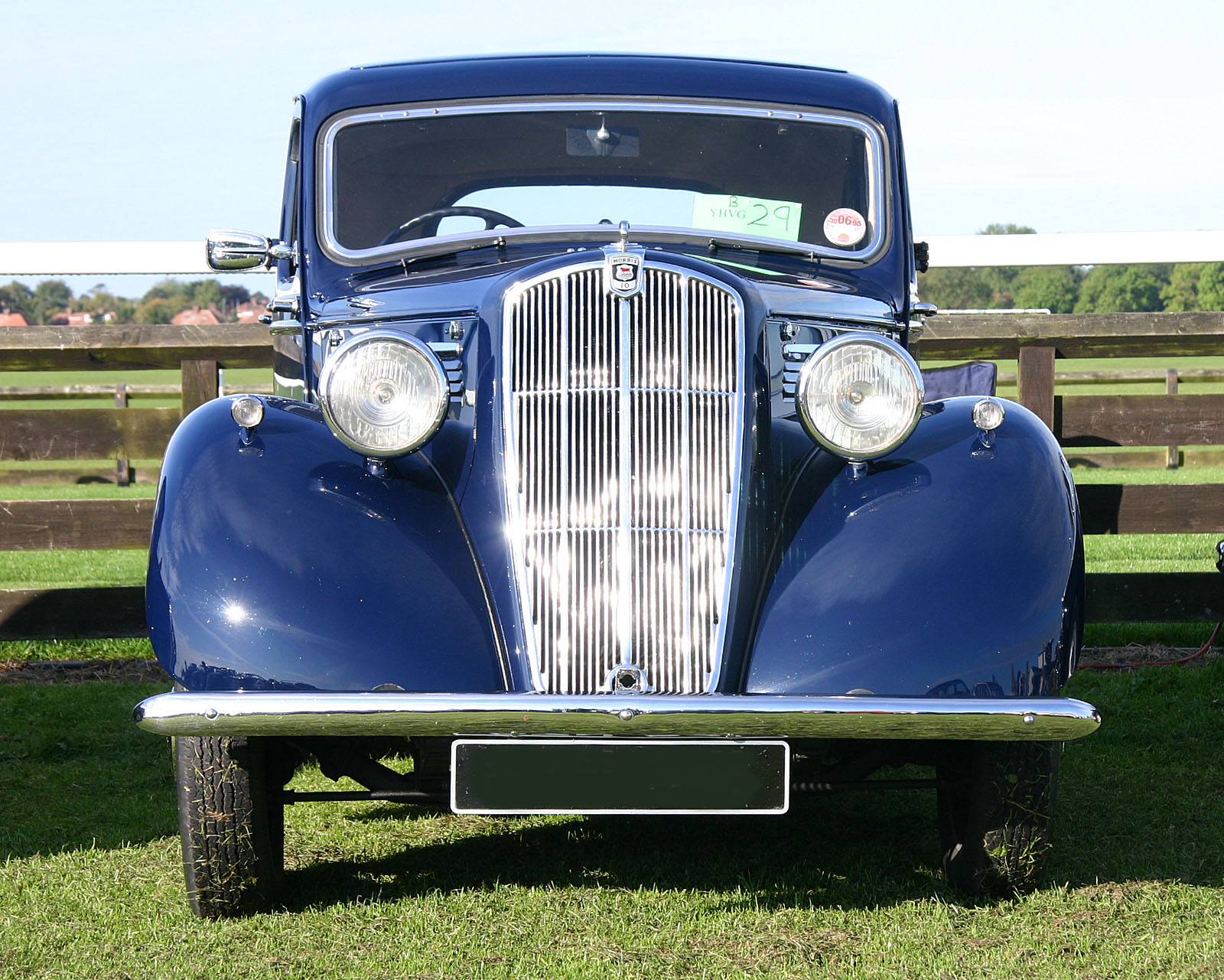
Série Dix M d'avant-guerre
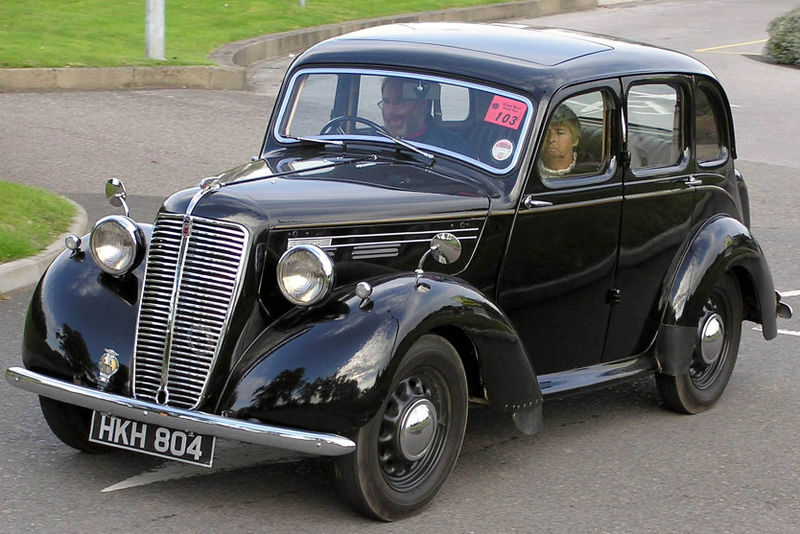
Voiture d'après-guerre avec nouvelle calandre